# 이스탄불스포르
이스탄불스포르(İstanbulspor)는 터키의 이스탄불을 연고지로 한 축구 클럽이다.

## 선수 명단

### 현역
참고: FIFA 자격 규정에 따라 소속된 국가대표팀 국기를 표시합니다. 선수는 복수의 FIFA 비회원국 국적을 가지고 있을 수 있습니다.
| 번호 | 포지션 | 국적   | 이름                     |
| ---- | ------ | ------ | ------------------------ |
| 19   | FW     | 말리   | 가우소우 키아소우 디아라 |
| 30   | FW     | 감비아 | 알리외 참                |

| 번호 | 포지션 | 국적 | 이름          |
| ---- | ------ | ---- | ------------- |
| 83   | MF     |      | 이사 다야클리 |

## 역대 감독
| 감독          | 임기      |
| ------------- | --------- |
| 셰놀 귀네슈   | 1992~1993 |
| 사페트 수시치 | 1996~1998 |
| 파티흐 테케   | 2018~2019 |
| 파티흐 테케   | 2020~2021 |
| 피티흐 테케   | 2022~2023 |